# Lierse kant

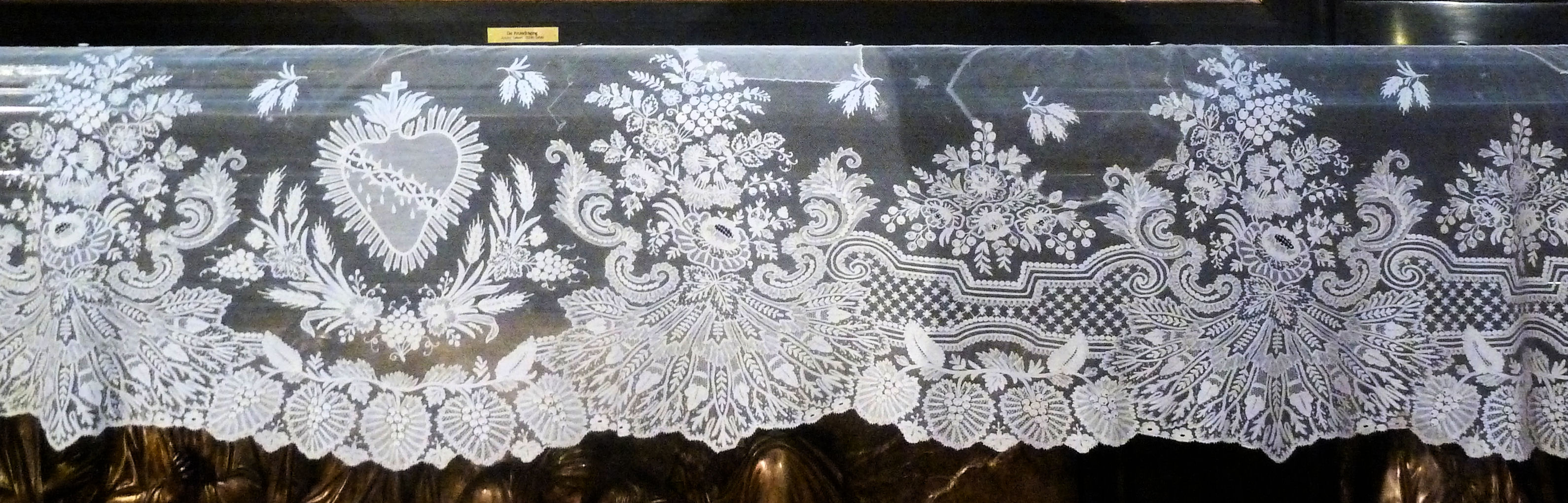
Lierse kant op tule, Sint-Joriskerk Antwerpen

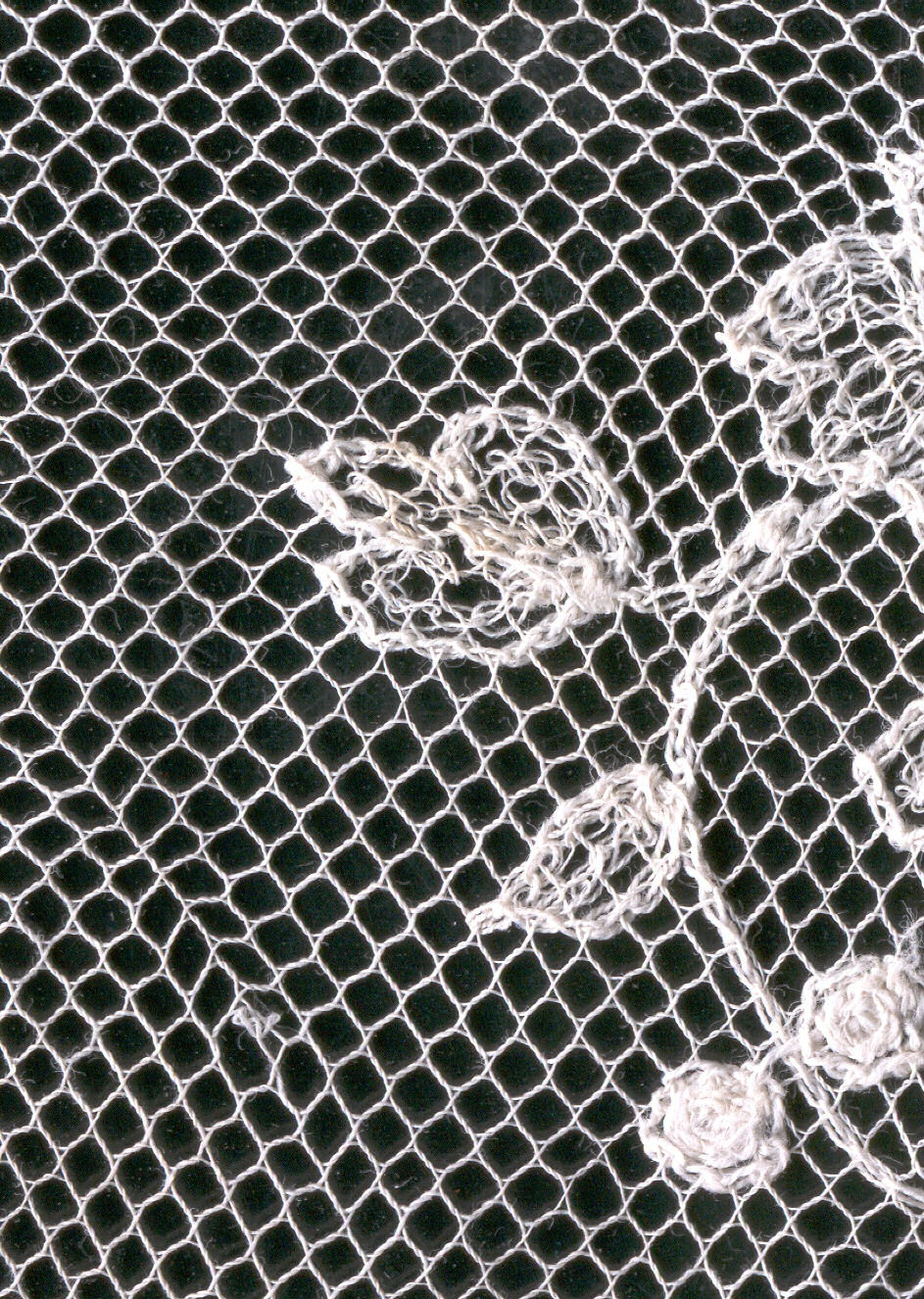
Kettingsteekborduurwerk op mechanische tule

Lierse kant is een wit kantwerk, dat behoort tot het tamboereer-borduurwerk ofwel kettingsteekborduurwerk. Het is vernoemd naar de Belgische stad Lier en wordt beschouwd als een Vlaamse kantsoort. Anno 2024 wordt het kant nog steeds vervaardigd. Er zijn ook verzamelaars van.  Het werd in de 19de eeuw op grote schaal vervaardigd en kende een professionele productie.
Anders dan de naam suggereert, gaat hier niet om naald- of kloskant, maar om wit borduurwerk op mechanische tule.
Net zoals bij andere tulekanten, is het rakkoord symmetrisch opgebouwd. In tegenstelling tot de zuivere kloskanten zoals bijvoorbeeld Duchesse en bloemwerk, is kan het rakkoord grotere afmetingen aannemen. De ontwerpers gebruikten vaak rijke bloemenranken, de tule werd meestal met pareltjes versierd. De kantwerkster borduurt volgens het ontwerp de tekening op de tule; die opgespannen is op een raam. Hierdoor kan langs de ene zijde de witte katoenen draad door de tule worden getrokken, met behulp van een haakpennetje. Deze kant kan hierdoor sneller vervaardigd worden dan duurdere kloskant, dat een moeizamer productieproces heeft. Grotere stukken werden vervaardigd voor kerken en kloosters, die stukken verwerkten in liturgische kledij. De kant is vrij stevig en makkelijk in onderhoud. 